# More&more quality WHITE 〜Self song cover〜
『more&more quality WHITE 〜Self song cover〜』は、2008年12月3日に発売された、桃井はるこのセルフカバーアルバム。
帯文句は「ソングライター桃井はるこの真髄が、ここに集約される！」

## 概要
セルフカバーアルバムであるWHITEと他者の曲のカバーアルバムであるREDは同時発売された。
この2枚のアルバムを制作するにあたり、オフィシャルサイト「桃井はるこのほめぱげ」で、歌ってほしい楽曲のリクエストが行なわれ、選曲はその結果が中心となっている。
表題に使われたイメージカラーのREDとWHITEは、作詞家としての色である白と歌手としての色である赤を混ぜ合わせると、桃井自身のイメージカラーであるピンク（桃色）となることから定められている。

## 収録曲
| #         | タイトル                                                   | 作詞              | 作曲              | 編曲              | 原歌唱                     | 時間  |
| --------- | ---------------------------------------------------------- | ----------------- | ----------------- | ----------------- | -------------------------- | ----- |
| 1.        | 「カメラ＝万年筆！！！」                                   | 桃井はるこ        | 桃井はるこ        | Harrady           | 小林沙苗 浅井清己 松来未祐 | 3:46  |
| 2.        | 「S・P・Y」                                                | 桃井はるこ        | 桃井はるこ        | 桃井はるこ        | 野川さくら                 | 3:35  |
| 3.        | 「Girls be ambitious!!」(『おまかせ！とらぶる天使』主題歌) | 桃井はるこ        | 桃井はるこ        | 齋藤真也          | Chico                      | 4:19  |
| 4.        | 「スポーツしましょ☆」                                      | 桃井はるこ        | 桃井はるこ        | Harrady           | SD☆Children                | 3:48  |
| 5.        | 「いちごいちえ」                                           | 桃井はるこ        | 桃井はるこ        | manzo             | Ace Fileくしよし           | 5:13  |
| 6.        | 「さみしくないもん」                                       | 桃井はるこ        | 桃井はるこ        | MISSILE CHEWBACCA | UNDER17                    | 3:56  |
| 7.        | 「Never Give Up！」(『Alice Quartet』主題歌)               | 桃井はるこ        | 桃井はるこ        | 古川竜也          |                            | 5:24  |
| 8.        | 「あなたがだいきらい」                                     | 桃井はるこ        | 桃井はるこ        | manzo             | 中原小麦                   | 4:04  |
| 9.        | 「Life is free（momo－i version）」                        | 桃井はるこ・KENTA | 桃井はるこ        | 福井弘武          | 新谷良子                   | 4:54  |
| 10.       | 「WONDER MOMO－i（World tour version）」                   | 桃井はるこ        | 桃井はるこ・NAMCO | manzo             |                            | 4:47  |
| 合計時間: | 合計時間:                                                  | 合計時間:         | 合計時間:         | 合計時間:         | 合計時間:                  | 43:46 |

## 解説
- WONDER MOMO-iをWorld Tour versionにしたのは、この曲を媒介にして色んな人と出会ってきたこと、幾度も海外で披露する機会があった際に、「自分とは生まれたところも育ったところも違う人の前で歌った時に、すごく自分の気持ちを乗せやすかった」ことなどから、自身にとって大事な曲だなと改めて感謝の気持ちが湧いたため。最後の歌詞も少し変えてある。また編曲もバグパイプやシタールなどを取り入れて世界ツアーを感じさせるものになっている。[7][6]

- Life is freeは何かを押し付けるのではなく、題名通り聴く人によって意味が変わる自由な雰囲気にしたかったので、歌い方には苦労し何度も収録したが、結局最初のものが用いられた。[7]